# 深水 (2022年電影)
《深水》（英語：Deep Water）是一部2022年美國情色心理驚悚片，改編自派翠西亞·海史密斯的1957年小說《深水》。由亞卓安·林恩執導，薩奇·荷翁和山姆·李文森編寫劇本，主演包括班·艾佛列克、安娜·德哈瑪斯、特雷西·萊特、瑞秋·布蘭查德、李利·萊爾·豪艾里、芬恩·維特羅克、雅各·艾洛迪與達什·米霍克。
該片象徵林恩自《出軌》（2002年）後睽違20年重返電影製作。本片由二十世紀影業發行，于2022年3月18日上線Hulu；電影在外界收穫負評居多。

## 演員
- 班·艾佛列克飾演維克·馮艾倫（Vic Van Allen）
- 安娜·德哈瑪斯飾演梅琳達·馮艾倫（Melinda Van Allen）
- 特雷西·萊特飾演萊昂內爾（Lionel）
- 瑞秋·布蘭查德（英语：Rachel Blanchard）飾演瑪姬（Maggie）
- 李利·萊爾·豪艾里飾演納許（Nash）
- 芬恩·維特羅克飾演唐（Dom）
- 雅各·艾洛迪飾演泰瑞（Terry）
- 達什·米霍克飾演亞瑟（Arthur）
- 克莉絲汀·康諾利飾演賈姬（Jackie）
- 潔德·斐迪南（Jade Fernandez）飾演伊芙琳（Evelyn）
- 麥可·布勞恩（Michael Braun）飾演傑夫·彼得森（Jeff Peterson）
- 麥可·夏拉巴（Michael Scialabba）飾演凱文·華盛頓（Kevin Washington）

## 製作
該項目於2013年開始開發，由亞卓安·林恩執導，福斯2000電影公司負責融資。福斯2000於2018年將版權賣給新攝政。2019年8月，該項目有了新進展；班·艾佛列克和安娜·德哈瑪斯簽約出演，華特迪士尼工作室電影同意透過旗下的二十世紀福斯（後更名為二十世紀影業）發行該片。2019年10月，特雷西·萊特與瑞秋·布蘭查德加入演出陣容。
電影於2019年11月4日在新奥尔良展開主要拍攝，其他加入的演員包括李利·萊爾·豪艾里、芬恩·維特羅克、雅各·艾洛迪、潔德·斐迪南（Jade Fernandez）與達什·米霍克。2019年12月，麥可·布勞恩（Michael Braun）簽約參演。

## 發行
電影在美國原定於2020年11月13日上映，但由於COVID-19疫情影響，使上映日期推遲至2021年8月13日，並再次推遲至2022年1月。後排定於2022年1月14日上映。2021年12月9日，本片檔期撤下。四天後，據報導，電影將移至美國Hulu獨家發行和Amazon Prime Video的國際獨家發行。2022年2月14日，宣布電影定檔2022年3月18日上線Hulu。

## 外部連結
- 互联网电影数据库（IMDb）上《深水》的资料（英文）